# PRR-Klasse E6
Die Klasse E6 der Pennsylvania Railroad (PRR) war eine Baureihe von Schlepptender-Dampflokomotiven für den leichten bis mittelschweren Schnellzugdienst, die von 1910 bis 1914 bei den PRR Juniata Locomotive Shops (Altoona Works) in den Vereinigten Staaten gebaut wurde. Damit war sie die letzte Atlantic-Lokomotive der Pennsylvania Railroad.

## Entwicklung und Einsatz
Die Entwicklung der PRR-Klasse E6 übernahm Alfred Wolcott Gibbs, technischer Leiter des östlichen Gebietes der Pennsylvania Railroad. Die Juniata Locomotive Shops bauten 1910 einen Prototyp mit der Nummer 5075. Bevor die Serienproduktion begann, wurde dieser umfangreichen Testfahrten und Versuchen unterzogen. Bei Testfahrten auf der Fort-Wayne-Strecke erreichte die Lokomotive in der Ebene mit neun Wagen 120 km/h (75 mph), mit dreizehn Wagen 105 km/h (65 mph) und mit fünfzehn Wagen 95 km/h (60 mph).
Zur Beseitigung von Mängeln und zur Steigerung der Leistung wurden für die Serienproduktion einige Änderungen vorgenommen und vorerst auf zwei weitere Prototypen angewendet. Dazu gehörte neben einem vergrößerten Schlepptender auch ein Überhitzer (englisch „superheater“), weshalb die Lokomotiven von nun an als E6s bezeichnet wurden. Die vorübergehend mit einer Ventilsteuerung ausgerüstete Vorserienlokomotive mit der Nummer 1092 erhielt die Baureihenbezeichnung E6sa. Die Indizierte Leistung der E6s wurde auf der Testanlage der PRR in Altoona auf 2488 englische Pferdestärken (2523 PS, 1855 kW) bei 90 km/h bestimmt.
Obwohl die größere Pacific-Lokomotive der Klasse K4 eine geeignete Schnellzuglokomotive war, gab die PRR nach erfolgreichen Tests der drei E6-Prototypen die Serienproduktion weiterer achtzig Atlantic-Lokomotiven in Auftrag, die 1914 geliefert wurden. Sie wurden den Hauptstrecken zwischen Jersey City (New Jersey) oder Harrison (New Jersey) und Washington DC oder Harrisburg (Pennsylvania) zugewiesen. Bereits in den 1920er Jahren verdrängten die Pacific-Lokomotiven der Klasse K4s die E6s-Lokomotiven aus dem hochwertigen Reisezugdienst. Dennoch waren weiterhin einige der Maschinen insbesondere entlang der Küstenstrecken in New Jersey im Schnellzugeinsatz anzutreffen. 1948 begann schließlich die Ausmusterung der PRR-Klasse E6 und war um 1955 abgeschlossen.

## Rekordfahrt
Der gefeierte Pionierflieger Charles Lindbergh kehrte am 11. Juni 1927 nach seinem erfolgreichen Transatlantikflug von New York City nach Paris in die Vereinigten Staaten zurück. In Washington DC wurde er von US-Präsident Calvin Coolidge empfangen und mit dem Distinguished Flying Cross ausgezeichnet.
Dies war der Anlass für einen Wettbewerb zwischen mehreren Wochenschau-Unternehmen, zuerst Filmmaterial der Veranstaltung nach New York zurückzubringen und dort der Öffentlichkeit zu zeigen. Mehrere Unternehmen charterten Flugzeuge, die International News Reel Corporation mietete stattdessen einen Sonderzug der Pennsylvania Railroad. Die PRR nutzte diese Gelegenheit, um Schlagzeilen zu machen und bereitete eine Rekordfahrt vor. Andere Züge auf dieser Strecke wurden zurückgehalten, um dem Sonderzug durchgängig freie Fahrt zu gewähren. Die kurz zuvor überholte E6s mit der Nummer 460 wurde als Zuglok ausgewählt. Ein Packwagen wurde mit einer Dunkelkammer zur Entwicklung der Filme während der Fahrt ausgestattet, während ein Sitzwagen der Beförderung des Personals diente.
Der Lokführer erhielt den Auftrag, so schnell zu fahren, wie er es für sicher hielt. Die Lokomotive sollte während der Fahrt über die Tröge zwischen den Gleisen Wasser aufnehmen. Allerdings wurde die Wasserschaufel des Tenders beim ersten Versuch aufgrund der hohen Geschwindigkeit beschädigt. Ein kurzer außerplanmäßiger Halt nahe Wilmington (Delaware) war erforderlich, um die Schaufel zu reparieren und die Lok an einem Wasserkran zu betanken.
Die auf dieser Fahrt erreichte Höchstgeschwindigkeit lag nach Angaben des Lokpersonals bei 185 km/h (115 mph). Die Strecke von 225 Meilen (362 km) legte der Zug in nur vier Stunden und sieben Minuten zurück, was für Dampflokomotiven einen Weltrekord darstellte.
Die mit dem Zug gebrachten Filmaufnahmen erreichten die Kinos mehr als eine Stunde vor den geflogenen, da die Filmbearbeitung bereits im Zug erfolgte. Die Pennsylvania Railroad nutzte diesen Sieg in den folgenden Jahren ausgiebig zu Werbezwecken.
Die „Lindbergh Engine“ mit der Nummer 460 wurde als einzige der 83 Maschinen der Klasse E6 für die Erhaltung ausgewählt. Sie wurde 1955 ausgemustert, 1979 in das National Register of Historic Places aufgenommen und ist bis heute im Railroad Museum of Pennsylvania erhalten.

## Technische Beschreibung
Die Lokomotiven besitzen einen gewalzten Barrenrahmen. Das Laufwerk besteht aus einem führenden zweiachsigen Lenkgestell, zwei Kuppelradsätzen und einem einachsigen Schleppgestell. Die vorderen Laufräder sind Scheibenräder, die anderen sind als Speichenräderausgeführt. Die Abstützung des Rahmens erfolgt über zwei Blattfedern pro Achse. Die Dienstmasse der Lok ohne Tender beträgt bei der Serienausführung 110,5 t, davon entfallen 61,7 t auf die Reibungsmasse der beiden Kuppelradsätze. Die maximale Achslast liegt also bei 30,8 t. Als Triebwerkssteuerung dient eine außenliegende Heusinger-Steuerung. Der Kessel mit einem Überdruck von 14 bar ist so leistungsstark, dass der anfängliche Zylinderdurchmesser von 559 mm erst auf 584 und bald auf 597 mm erhöht werden konnte, um die Zylinderleistung zu steigern. Mit dem Einbau des Überhitzers wurde eine Leistungssteigerung von dreißig Prozent und eine Wasser- und Kohleersparnis von bis zu vierzig Prozent erreicht.

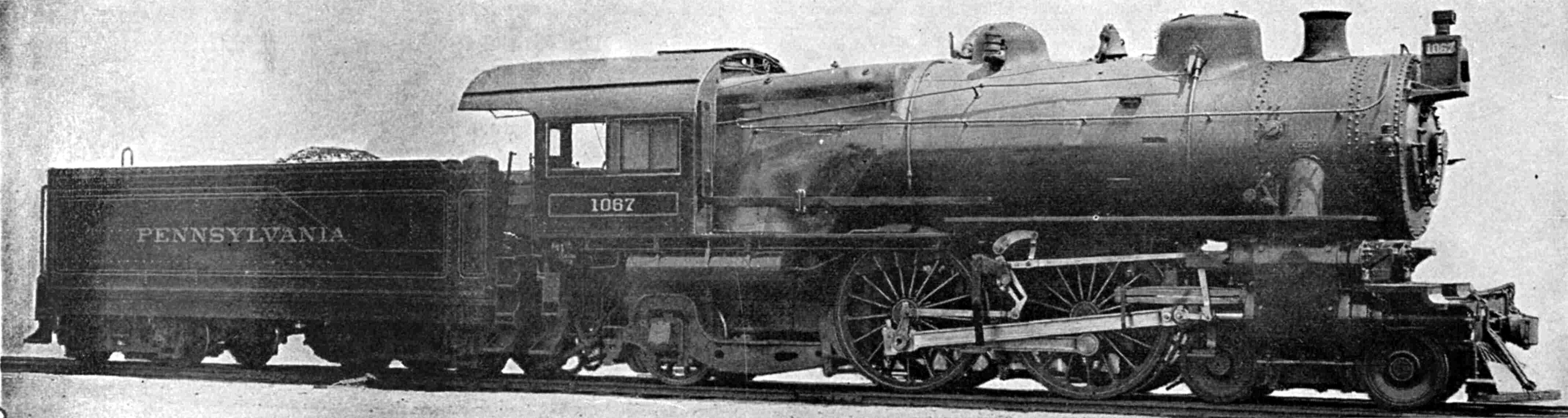
Seitenansicht der E6s 1067
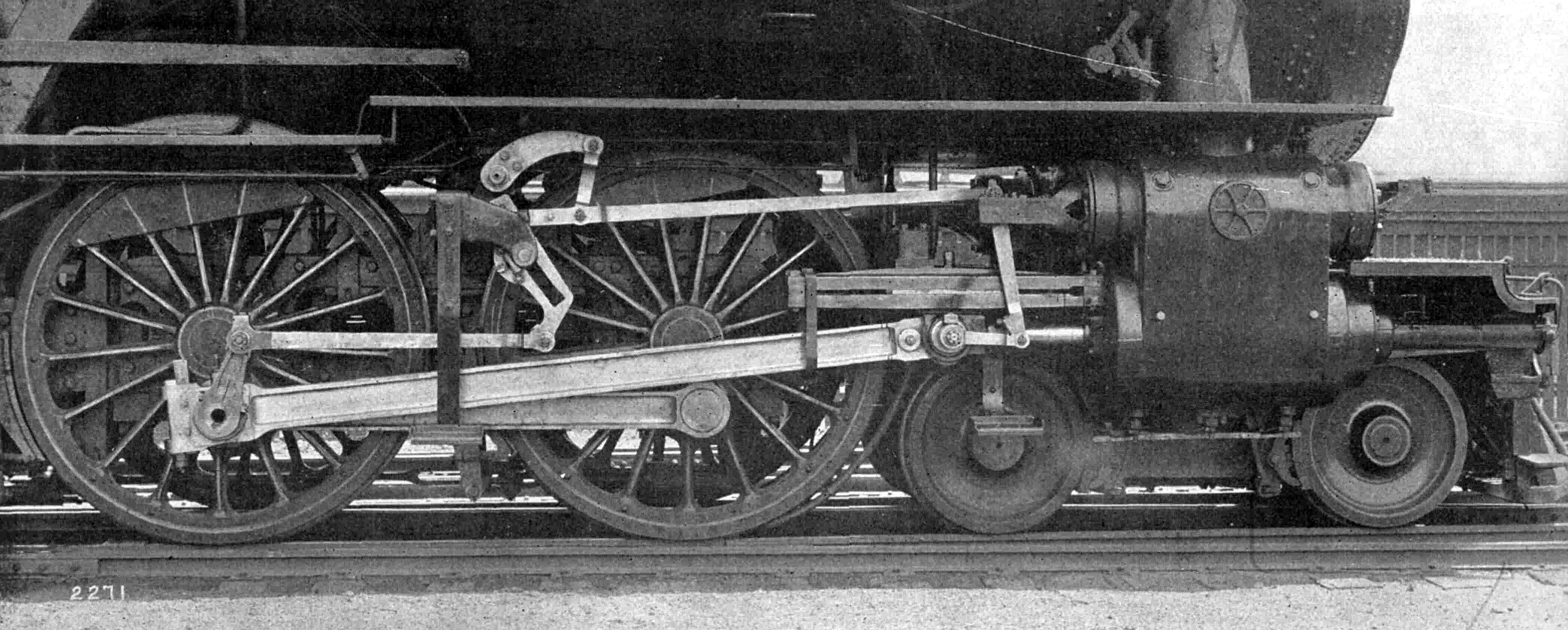
Triebwerk und Steuerung
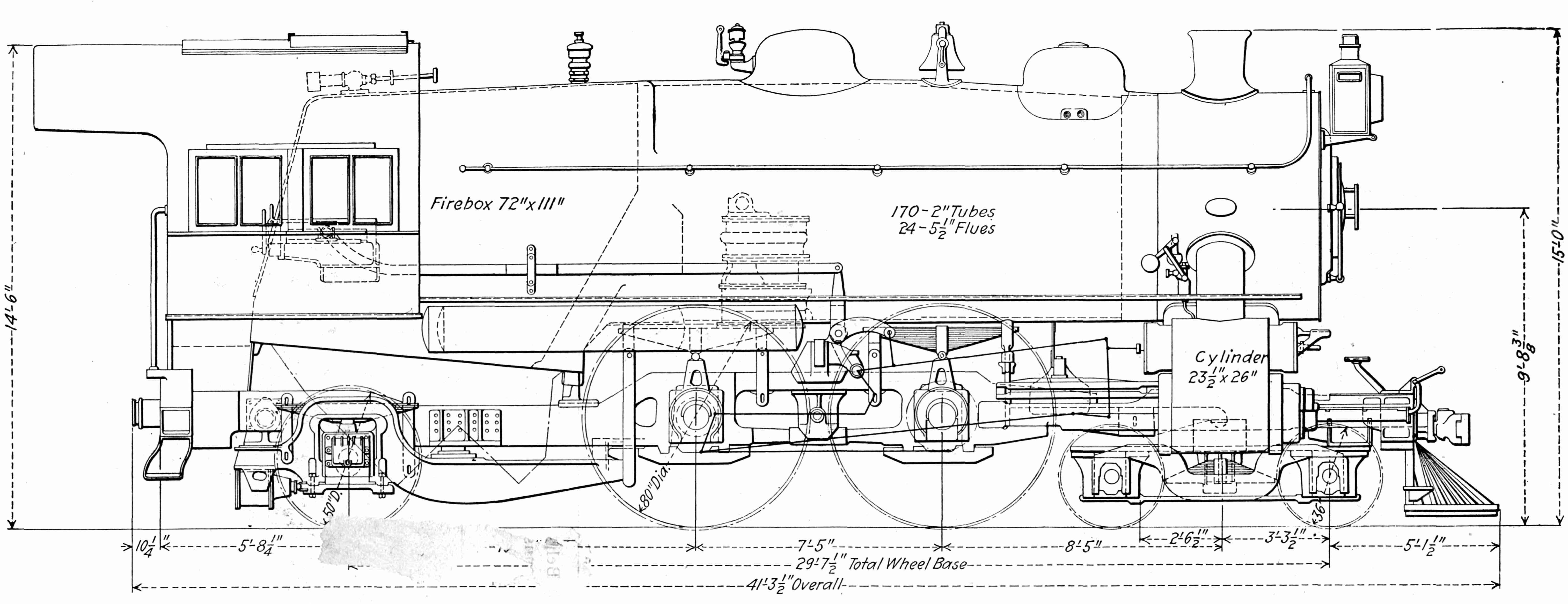
Technische Zeichnung

Dank der hohen Maschinenleistung von 2520 PSi und der mit einem Durchmesser von 2030 mm recht großen Treibräder erreicht die Klasse E6s Geschwindigkeiten von über 180 km/h, während die Anfahrzugkraft noch immer bei 140 kN liegt. Der Schlepptender hat eine Brennstoffkapazität von 11,3 bzw. 14,3 t und einen Wasservorrat von 26,5 bzw. 27,1 m³.
Anfangs diente als Spitzenlicht an der Rauchkammer und am Schlepptender jeweils ein kastenförmiger ölbefeuerter Scheinwerfer, der später durch elektrische Beleuchtung, versorgt von einem dampfbetriebenen Turbogenerator, abgelöst wurde.